# Rio São Bento (vattendrag i Brasilien, Santa Catarina)
Rio São Bento är ett vattendrag i Brasilien.   Det ligger i delstaten Santa Catarina, i den södra delen av landet, 1 200 km söder om huvudstaden Brasília.
I omgivningarna runt Rio São Bento växer i huvudsak städsegrön lövskog. Runt Rio São Bento är det ganska tätbefolkat, med 149 invånare per kvadratkilometer.